# Camille Huysmans
Jean Joseph Camille Huysmans (Bilzen, 1871. május 26. – Antwerpen, 1968. február 25.) (születési neve Camiel Hansen) belga politikus és államférfi, Belgium miniszterelnöke 1946 és 1947 között.

## Élete
1871-ben született Bilzenben. A liège-i egyetemen német filozófiát tanult, majd diplomája után 1893 és 1897 között tanárként dolgozott. Tanári állása mellett visszatért az egyetemre és megszerezte doktori fokozatát is.
Már fiatalon belépett a Belga Munkáspártba, amely a Belga Szocialista Párt elődje volt. Tanári állását feladta és a párt kiadványainál volt újságíró 1904-ig, majd szakszervezeti vezető volt.
1905 és 1922 között a II. Internacionálé titkára volt, ebben a minőségében élénk levelezést folytatott többek között Leninnel és Szun Jat-szennel, az 1911-es kínai felkelés vezetőjével. Fontos szerepet töltött be a militarizmus elleni küzdelemben, 1917-ben a semleges holland és svéd szocialisták segítségével Stockholmban békekonferenciát szervezett, ahol az első világháborúban szemben álló országok szocialista pártjait próbálta rávenni a háború támogatásának befejezésére.
A szocialista politikai tevékenysége mellett a flamand mozgalom tagja volt és harcolt a flamand nyelv használatáért a Genti Egyetemen (ahol addig a francia volt az oktatás nyelve). Később, már oktatási és művészeti miniszterként törvényt terjesztett elő, amely a hollandot tette volna meg az oktatás kizárólagos nyelvének, de ezt az első világháború kitörése miatt el kellett halasztani.
A második világháború alatt Londonba emigrált és 1939–1944 között ismét a nemzetközi szocialista szervezet titkára volt. 1945-ben, hazatérése után államminiszternek nevezték ki, majd egy év múlva, 1946. augusztus 3-án alakította meg szocialista, liberális és kommunista politikusokból álló kormányát. Azonban a parlamentben nem tudott megfelelő támogatást szerezni és ezért hamarosan lemondott a kormány. A következő kormány munkájában, Paul-Henri Spaak miniszterelnöksége alatt, ismét részt vett.
Huysmans élete végéig politizált és meglehetősen nagy népszerűségnek örvendett: a 80-adik születésnapjára rendezett állami ünnepségen 100 000 fős tömeg gyűlt össze. 1968-ban Antwerpenben halt meg.

## Politikusi tisztségei

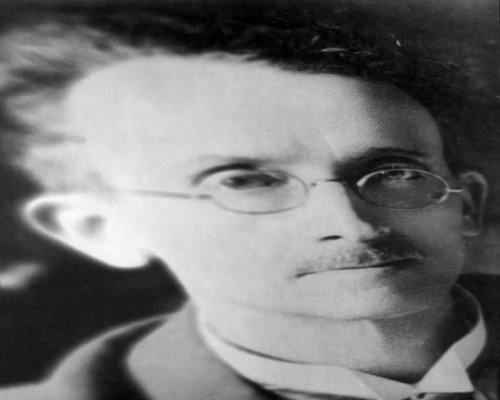
Huysmans (1931)

- Városi tanácsos Brüsszelben (1908–1921)
- Antwerpen jegyzője (1921–1933)
- Antwerpen polgármestere (1933–1940 és 1944–1946)
- Antwerpeni városi tanácsos (1946–1968)
- A belga parlament alsóházának képviselője (1910–1965)
- A belga parlament alsóházának elnöke (1936–1939 és 1954–1958)
- Kulturális és oktatási miniszter (1925–1927)
- Miniszterelnök (1946–1947)
- Oktatási miniszter (1947–1949)

## A Huysmans-kormány tagjai
| Miniszteri tiszt                     | Név               | Párt          |
| ------------------------------------ | ----------------- | ------------- |
| Miniszterelnök                       | Camille Huysmans  | BSP           |
| Külügyi és külkereskedelmi miniszter | Paul-Henri Spaak  | PSB           |
| Belügyminiszter                      | Auguste Buisseret | Liberális     |
| Egészségügyi és családügyi miniszter | Albert Marteaux   | PCB           |
| Közoktatási miniszter                | Herman Vos        | BSP           |
| Mezőgazdasági miniszter              | René Lefebvre     | Liberális     |
| Közmunkaügyi miniszter               | Jean Borremans    | PCB           |
| Munkaügyi és szociális miniszter     | Léon-Eli Troclet  | PSB           |
| Közlekedésügyi miniszter             | Ernest Rongvaux   | PSB           |
| Honvédelmi miniszter                 | Raoul de Fraiteur | párton kívüli |
| Gyarmatügyi miniszter                | Robert Godding    | Liberális     |
| Jegyrendszerért felelős miniszter    | Edgard Lalmand    | PCB           |
| Importügyi miniszter                 | Paul Kronacker    | Liberális     |
| Költségvetési miniszter              | Joseph Merlot     | PSB           |
| Újjáépítési miniszter                | Jean Terfve       | PCB           |
| Igazságügyi miniszter                | Albert Lilar      | Liberális     |
| Pénzügyminiszter                     | Jean Vauthier     | párton kívüli |
| Gazdasági miniszter                  | Henri Liebaert    | Liberális     |
| Gazdasági kapcsolatok                | Paul De Groote    | PSB           |

A kormány érdekessége, hogy itt szerepeltek utoljára a Belga Kommunista Párt tagjai kormányzati pozíciókban.

## Fordítás
- Ez a szócikk részben vagy egészben  a   Camille Huysmans című holland Wikipédia-szócikk fordításán alapul.  Az eredeti cikk szerkesztőit annak laptörténete sorolja fel. Ez a jelzés csupán a megfogalmazás eredetét és a szerzői jogokat jelzi, nem szolgál a cikkben szereplő információk forrásmegjelöléseként.